# جاك نيومان (طبيب)
جاك نيومان هو طبيب كندي، ولد في 1946.